# Gerrit Jan Beuker
Gerrit Jan Beuker (* 27. August 1953 in Vorwald (heute Laar, Gemeinde Emlichheim)) ist ein altreformierter Pastor und Kirchengeschichtler.

## Leben und Beruf
Beuker ist das zweite von zehn Kindern eines Landwirts in der Niedergrafschaft Bentheim. Er besuchte von 1960 bis 1964 die Grundschule Vorwald und von 1964 bis 1972 das Gymnasium am Stadtring in Nordhorn. Nach dem Abitur studierte er von 1972 bis 1978 an der Theologischen Schule im niederländischen Kampen.
Hier wurden traditionell die Theologen der altreformierten deutschen Minderheit, die ihren Schwerpunkt in der Grafschaft Bentheim und Ostfriesland hat, ausgebildet. 
Vom Dezember 1977 bis Februar 1978 verbrachte Beuker ein Trimester am Calvin Seminary in Grand Rapids in Michigan. Einer der Schwerpunkte seines Studiums war die Kirchengeschichte.
Nach dem Abschluss eines Studiums wählte ihn die altreformierte Gemeinde in Uelsen zu ihrem Geistlichen. Dort amtierte Beuker von April 1978 bis zum Dezember 1988. Der seit 1977 verheiratete Beuker wechselte anschließend zur Gemeinde in Hoogstede.
1981 erschien seine erste Arbeit über das Selbstverständnis der Evangelisch-altreformierten Kirche. In den folgenden Jahren publizierte Beuker eine Vielzahl von theologischen, biografischen, (kirchen-)geschichtlichen oder tagesaktuellen Beiträgen im altreformierten Kirchenblatt „Der Grenzbote“, dem altreformierten „Jugendboten“, im „Sonntagsblatt für evangelisch-reformierte Gemeinden“, in der „Reformierten Kirchenzeitung“ sowie in der altreformierten Reihe der Lesepredigten „Gehilfen eurer Freude“.
Beuker war von 1980 bis 1986 Vorsitzender des altreformierten Jugendbundes, von 1978 bis 2017 Mitglied der Gesamtsynode der Evangelisch-altreformierten Kirche in Niedersachsen, von 2000 bis 2012 Mitglied der Gesamtsynode der Evangelisch-reformierten Kirche und zudem viele Jahre Redakteur der altreformierten Kirchenzeitung „Der Grenzbote“.
Seine gleichzeitigen Forschungen zur Geschichte der bislang kaum erforschten altreformierten deutschen Kirche und ihrer prägenden Gestalten wie die Entwicklung des Verhältnisses zur reformierten Mutterkirchen, die in Gemeindegeschichten und Ortschroniken publiziert wurden, führten zu einem Studium an der Theologischen Universität Kampen, wo er im März 1996 promoviert wurde. Seine Dissertation über „Abgeschiedenes Streben nach Einheit“. Leben und Wirken Henricus Beuker (1834 – 1900) wurde von Auke Jelsma betreut. Seit 1978 bis heute ist er ehrenamtlich für das Archiv der Altreformierten Kirche in Niedersachsen zuständig, das sich in Wilsum befindet.
Beuker wechselte im März 2008 als Pastor an die altreformierte Gemeinde Laar, wobei 20 Prozent seiner Arbeitszeit für Arbeiten für die altreformierte Synode reserviert war.
Ab dem 1. August 2009 fungierte Beuker je zur Hälfte als Pastor für die altreformierte Gemeinde Laar und als Pastor für die dortige reformierte Gemeinde. Daher gilt er als Pionier, da er als erster Pastor der Geschichte beider Kirchen eine gemeinsame reformiert-altreformierte Pfarrstelle bekleidete und damit landes- und freikirchliche Gemeinden zusammenführte.
Von 2000 bis 2017 wirkte Beuker im Moderamen (Vorstand) der Synode der Evangelisch-altreformierten Kirche in Niedersachsen als Präses (2000–2006) und Sekretär (2006–2017) in leitender Position mit an deren Loslösung von den Gereformeerde Kerken in Nederland und an ihrer verstärkten Hinwendung zur Evangelisch-reformierten Kirche. Die Loslösung von den niederländischen Altreformierten erfolgte zum 1. Mai 2004. Im August 2017 ging Beuker in den Ruhestand und zog nach Neuenhaus.

## Publizistisches Wirken als Theologe und Historiker
Da die Geschichte der altreformierten Kirche in Deutschland weitgehend unerforscht war, Beuker eine entsprechende Ausbildung erhalten hatte und weiterhin an kirchengeschichtlichen Fragen interessiert war, wurde er von April bis Ende Juni 1987 von seiner gemeindlichen und synodalen Arbeit weitgehend freigestellt, um ein quellenbasiertes Buch darüber zu erstellen. Es erschien 1988 zum 150-jährigen Bestehen des Evangelisch-altreformierten Kirche in Niedersachsen unter dem Titel Umkehr und Erneuerung. Aus der Geschichte der altreformierten Kirche in Niedersachsen 1838 – 1988. Dieses Basiswerk war der Beginn für weitere Forschungen über die bislang selbst in der regionalen Geschichtsschreibung nahezu völlig unbeachtete Freikirche mit ihren engen Verbindungen zu den Niederlanden.
Neben Übersetzungen theologischer Schriften aus dem Niederländischen betätigte sich Beuker vermehrt als Herausgeber von theologischen und kirchenhistorischen Werken. Als neues Forschungsgebiet erschloss er sich zudem die Genealogie. In diesem Zusammenhang verfasste er  eine Reihe von Biografien altreformierter Persönlichkeiten vornehmlich in der Reihe Emsländische Geschichte. Ebenso schrieb er für viele Nachschlagewerke Beiträge über die altreformierte Kirche in Deutschland und Artikel zur Geschichte der Altreformierten, teilweise auch über Themen aus der reformierten Kirchengeschichte. Er intensivierte diese Arbeit in seinem Ruhestand, vor allem durch seine führende Mitarbeit bei der Herausgabe von Ortschroniken und mit Beiträgen in der Emsländischen Geschichte und im Bentheimer Jahrbuch. 1990 gehörte Beuker zu den Gründungsmitgliedern des „Vereins für Freikirchenforschung e.V“ und seit 1999 engagiert er sich in der „Gesellschaft für die Geschichte des reformierten Protestantismus e.V“. Von etwa 1985 bis zum Erlöschen um 2018 arbeitete er zudem mit im Grafschafter „Arbeitskreis für Kirchengeschichte“.
Seit 2018 engagiert er sich bei den Heimatfreunden Neuenhaus, wo er seit 2022 Vorstandsmitglied ist.

## Veröffentlichungen (Auswahl)
- Einblicke. Ein Beitrag zum Selbstverständnis der Ev.-altref. Kirche. Hrsg. von der Synode der Ev.-altreformierten Kirche in Niedersachsen, Uelsen 1981.
- Gemeinde unterwegs. Die Evangelisch-altreformierte Gemeinde Uelsen seit 1838. Hrsg. von der Ev.-altref. Kirche Uelsen, Uelsen 1983.
- Nachdenken über (Alt-)Reformiert sein. Hrsg. von der Synode der Ev.-altreformierten Kirche in Niedersachsen (Übersetzung), Uelsen 1984.
- Die Evangelisch-altreformierte Kirche, in: Stiftung Kloster Frenswegen/Verein Freunde und Förderer der Stiftung Kloster Frenswegen (Hrsg.): Die Grafschafter Kirchen im Kloster Frenswegen (Schriftenreihe der Stiftung Kloster Frenswegen), Nordhorn 1985, S. 5–14.
- Predigt über Jesaja 60, 1 – 5 (2. Advent), in: Friedrich Oostergetelo, „Gottes Wort – Das Wort des Zuspruchs und Anspruchs. Besinnungen und Predigten“, Weener 1985, S. 90–95.
- Samen op weg – van over de grens gezien, in: Credo. Tijdschrift voor evangelie en cultuur. Nov. 1985, No. 9 (Thema: Samen op weg), S. 55–59.
- Gereformeerde Kerken in de Bondsrepublik Duitsland, in: Commissie Herdenkingen, Anderhalve eeuw gereformeerden in stad en land, deel 12: Buitenlandse Kerken, Uelsen 1986; S. 1–10.
- Evangelisch-altreformierte Kirche Neermoor 1861 – 1986, Ort 1986.
- 150 jaar Altreformierte Kerk in Duitsland, in: Jaarboek 1988 stichting Zannekin (Ieper, Mijdrecht), Bd. 10/1988, S. 159–164.
- Umkehr und Erneuerung. Aus der Geschichte der Evangelisch-altreformierten Kirche in Niedersachsen 1838-1988. Hrsg. von der Synode der Evangelisch-altreformierten Kirche in Niedersachsen, Bad Bentheim 1988.
- Abgeschiedenes Streben nach Einheit. Leben und Wirken Henricus Beukers 1834-1900 (Diss. Kampen 1996), Bad Bentheim 1996.
- Entwurf der Kirchenordnung der Vereinigten Protestantischen Kirche in den Niederlanden sowie der zugehörigen Verordnungen. Übersetzung aus dem Niederländischen, Hoogstede 1997.
- Treue Zeugen. Eine geistesgeschichtliche Lebenserzählung aus der Zeit zwischen 1860 und 1880. Teilübersetzung von: Louwrenz Penning: Uit mijn leven, Leer 1998 (Penning war Schriftsteller in Bunde, Weener und den Niederlanden 1854–1927).
- Abspaltung und Toleranz. Zur Entstehung der Ev.-altref. Kirche in Niedersachsen, in: Jahrbuch der Gesellschaft für niedersächsische Kirchengeschichte, Bd. 96/1998, S. 77–87.
- Aus der Dunkelheit zum Licht. Hrsg. von Gerrit Jan Beuker (Übersetzung und Erweiterung von: Dolores Bos: Out of the dark and into God’s Light. Edited by Robert Delany (Christian Literature Crusade), Fort Washington/Pennsylvania 1997), Holzgerlingen 2000 (enthält die Lebensgeschichte von Nancy Chapel (= Nadiya Chaplya), einer ukrainischen Zwangsarbeiterin in der Niedergrafschaft Bentheim, die später in die Vereinigten Staaten auswanderte).
- Die Freie Reformierte Gemeinde in Breslau 1860 – 1945, in: Jahrbuch für Schlesische Kirchengeschichte, Bd. 79/2000, S. 124–160.
- German Oldreformed Emigration: Catastrophe or Blessing?, in: George Harinck/Hans Krabbendam (Hrsg.): Breaches and Bridges. Reformed Subcultures in the Netherlands, Germany and the United States (VU Studies on Protestant History 4,) Amsterdam 2000, S. 101–114.
- Jesus Christus, unser Herr und Erlöser. Übersetzung aus dem Niederländischen. Hrsg. von der Generale Synode v. d. Nederlandse Hervormde Kerk, Generale Synode van de Gereformeerde Kerken in Nederland, Synode van de Evangelisch-Lutherse Kerk der Nederlanden, Evangelisch-altreformierte Kirche in Niedersachsen, Hoogstede 2001 (PDF).
- Die konfessionelle Frage in der freien reformierten Kirche vom 19. zum 21. Jahrhundert, in: Jahrbuch Freikirchenforschung, Bd. 10/2000, S. 214–227.
- Die Evangelisch-altreformierte Kirche in Niedersachsen zwischen Frei- und Landeskirche, in: Jahrbuch Freikirchenforschung. Bd. 11/2001, S. 68–85.
- Art. Henricus Beuker (1834 – 1900) , in: Biografisch Lexicon voor de geschiedenis van het nederlandse protestantisme, Bd. 5/2001, S. 56–59.
- Zwischen Freikirche und Landeskirche. Die Evangelisch-altreformierte Kirche in Niedersachsen, in: Sigrid Lekebusch/Hans-Georg Ulrichs (Hrsg.): Historische Horizonte. Vorträge der dritten Emder Tagung zur Geschichte des reformierten Protestantismus (Emder Beiträge zum reformierten Protestantismus, Bd. 5), Wuppertal 2002, S. 207–219.
- Gerrit Jan Beuker/Hubert Titz (Redaktion): Aus der Grafschaft Bentheim in die Neue Welt 1640 – 2002. Geschichten und Daten von Auswanderern und ihren Nachkommen, Nordhorn 2002.
- Reformiert – altreformiert in der Grafschaft Bentheim, in: Studiengesellschaft für Emsländische Regionalgeschichte (Hrsg.): Emsländische Geschichte 10/2003, S. 32–48.
- Eben-Ezer. Altreformierte in Hoogstede und ihre Vorgeschichte. Kirche und Gemeinde 1953–2003, (Hoogstede) 2003.
- Die Evangelisch-altreformierte Gemeinde Campen 1854–2004. Von Privatversammlung zur Kirchengemeinde, Bad Bentheim (2004).
- Leben und Wirken des altreformierten Uelsener Pastors Berend Hindrik Lankamp (1901–1971), in: Studiengesellschaft für Emsländische Regionalgeschichte (Hrsg.): Emsländische Geschichte 12/2005, S. 250–288.
- Art. Henrikus Beuker (1834–1900), in: Biographisch-Bibliographisches Kirchenlexikon (Bautz), XXIV. Band, Ergänzungen XI, Nordhausen 2005, Sp. 242–248.
- Gemeinde unter dem Kreuz. Altreformierte in Emden 1856 – 2006, Emden 2006.
- Die Evangelisch-altreformierte Kirche in Niedersachsen, in: Reformierte Akzente 9 (Glauben lernen). Hrsg. im Auftrag des Moderamens des Reformierten Bundes von Matthias Freudenberg, Gesine van Kloeden-Freudenberg, Georg Plasger, Wuppertal 2006 S. 9–25.
- Art. Stroeven, Lambert, in: Studiengesellschaft für Emsländische Regionalgeschichte (Hrsg.): Emsländische Geschichte 14/2007, S. 329–342.
- Art. Reemt Weerts Duin (1797–1843) , in: Biographisches Lexikon für Ostfriesland. Hrsg. im Auftrag der Ostfriesischen Landschaft von Martin Tielke, Bd. 4, Aurich 2007, S. 112–115.
- Calvinismus in Niedersachsen, in: Kunst en Wetenschap. 16. Jg., 2007,2, S. 31–36.
- Heimatverein Hoogstede (Hrsg.)/Gerrit Jan Beuker (Redaktion): In der Gildschaft Scheerhorn. Hoogstede. Chronik eines Dorfes und seiner Ortsteile Arkel, Bathorn, Berge, Hoogstede, Kalle, Scheerhorn und Tinholt, Hoogstede 2009 (mit etlichen Beiträgen von Beuker).
- Predige dat Wort. 150 Jahre reformiertes Kirchengebäude in Laar. Hrsg. von der Ev.-reformierte Gemeinde Laar, Laar 2013.
- Die Altreformierten im Ersten Weltkrieg – eine deutsch-niederländische Kirche, in: Hans-Georg Ulrichs (Hrsg.): Der Erste Weltkrieg und die reformierte Welt (Forschungen zur Reformierten Theologie, Bd. 3), Neukirchen-Vluyn 2014, S. 413–424.
- Altreformierte Kirchen, in: Johannes Oeldemann (Hrsg.): Konfessionskunde (Handbuch der Ökumene und Konfessionskunde, Bd. 1), Leipzig 2015, S. 285–295.
- Der Laarer Pastor Erich Karl Stuntz – Leben und Wirken eines reformierten Pastors im Bentheimer Land während der Weimarer Republik und der NS-Zeit, in: Studiengesellschaft für Emsländische Regionalgeschichte (Hrsg.): Emsländische Geschichte 22/2015, S. 102–157.
- Art. Raalte, Jannes van, in: Studiengesellschaft für Emsländische Regionalgeschichte (Hrsg.): Emsländische Geschichte 22/2015, S. 244–276.
- Rudi Dübner: Jeder Tag ist uns geschenkt. Eine Auswahl aus meinen Beiträgen zur Heimpost vom Krankenhausverein Emlichheim aus den Jahren 2010 bis 2017. Redaktion: Gerrit Jan Beuker, Emlichheim 2017.
- Evangelisch-altreformierte Kirche in Niedersachsen, in: Evangelisches Lexikon für Theologie und Gemeinde (ELThG2). Hrsg. von Heinzpeter Hempelmann/Uwe Swarat, Holzgerlingen 2017 (Neuausgabe), Sp. 1872–1874.
- Die Grafschafter Altreformierten während des Ersten Weltkrieges, in: Eugen Kotte/Helmut Lensing (Hrsg.): Die Grafschaft Bentheim im Ersten Weltkrieg – „Heimatfront“ an der deutsch-niederländischen Grenze. Hrsg. vom Heimatverein der Grafschaft Bentheim e.V. in Zusammenarbeit mit dem Landkreis Grafschaft Bentheim (Das Bentheimer Land, Bd. 222), Nordhorn 2018, S. 364–379.
- Gerrit Jan Beuker/Hermine Kaalmink:  „Wir wollen aber hoffen, dass es bald Friede wird“. Zwei Brüder der Emlichheimer Familie Helweg im Ersten Weltkrieg, in: Bentheimer Jahrbuch 2019 (Das Bentheimer Land, Bd. 223), Nordhorn 2018, S. 195–206.
- Rudi Dübner: Menschen begegnen, Kulturen erleben. Redaktion: Gerrit Jan Beuker, Emlichheim 2019.
- Uelsener Gemeinderatsprotokolle in der NS-Zeit. Einblicke in die Jahre 1931 bis 1946, in: Bentheimer Jahrbuch 2020 (Das Bentheimer Land, Bd. 226), Nordhorn 2019, S. 185–194.
- Krieg und Gefangenschaft 1939–1948. Briefe, Fotos und Einträge im Taschenkalender eines Soldaten aus Oeveringen, in: Bentheimer Jahrbuch 2020 (Das Bentheimer Land, Bd. 226), Nordhorn 2019, S. 233–244.
- Zeit des Umbruchs – Ds. Johan Frederik Schultz. 1777 bis 1830 Reformierter Pastor und Geistlicher Inspektor, in: Bentheimer Jahrbuch 2021 (Das Bentheimer Land, Bd. 229), Nordhorn 2020, S. 85–96.
- Werner Straukamp/Geschichtswerkstatt „Uelsen“ an der Volkshochschule Grafschaft Bentheim: Beiträge zur Geschichte von Uelsen in der Zeit des Nationalsozialismus 1933 bis 1945. Hrsg. vom Heimatverein Grafschaft Bentheim e.V. in Zusammenarbeit mit der Volkshochschule Landkreis Grafschaft Bentheim, Nordhorn, Nordhorn 2021 (mit Beiträgen über: Uelsener Gemeinderatsprotokolle in der NS-Zeit. Einblicke in die Jahre 1931 bis 1946, S. 42–49); Altreformierte in Uelsen 1930 bis 1948 (S. 76–81); Vom Nationalsozialismus verfolgte Uelsener (S. 112–143), Entnazifizierung 1945–1951 (S. 192–207).
- Die reformierte „Heilige“ Geesje Pamans (1727–1821) aus Neuenhaus – Ihr Leben, ihr Werk und ihre Welt, in: Studiengesellschaft für Emsländische Regionalgeschichte (Hrsg.): Emsländische Geschichte 28/2021, S. 98–153.
- Gerrit Jan Beuker/Christa Pfeifer (Hrsg.): Niks blif, wu 't is. Heinrich Kuiper. Gedichte, Texte und ein Lebensbild (Das Bentheimer Land, Bd. 228), Nordhorn 2020.
- Gerrit Jan Beuker (Redaktion): 1946 – 2021 Neugnadenfeld. Hrsg. vom Verein Lagerbaracke Alexisdorf-Neugnadenfeld e.V., Herrnhut 2021 (mit eigenen Beiträgen).
- Gerrit Jan Beuker (Redaktion): Grasdorf ist überall. Hrsg. vom Heimatverein der Grafschaft Bentheim (Das Bentheimer Land, Bd. 233), Nordhorn 2022 (mit zahlreichen eigenen Beiträgen).
- Gerrit Jan Beuker (Redaktion): Kindheit und Jugend Neuenhaus 1950–1969. Erinnerungen und Fotos (Das Bentheimer Land, Bd. 237), Neuenhaus 2023.
- Teich bei Neuenhaus. Ein Glücksfall: Das Protokollbuch der Gemeinde ist in privater Hand erhalten geblieben, in: Bentheimer Jahrbuch 2024 (Das Bentheimer Land, Bd. 238, Nordhorn 2023), S. 185–198.